# Elbow Cay
Elbow Cay är en ö i Bahamas.   Den ligger i distriktet Hope Town District, i den norra delen av landet, 160 km norr om huvudstaden Nassau. Arean är 2,8 kvadratkilometer.
Terrängen på Elbow Cay är mycket platt. Öns högsta punkt är 18 meter över havet. Den sträcker sig 7,7 kilometer i nord-sydlig riktning, och 1,6 kilometer i öst-västlig riktning.